# Вишано
Вишано (итал. Visciano) —  коммуна в Италии, располагается в регионе Кампания, в провинции Неаполь.
Население составляет 4623 человека, плотность населения составляет 424 чел./км². Занимает площадь 10,89 км². Почтовый индекс — 80030. Телефонный код — 081.
Покровителем коммуны почитается святой Себастьян, празднование 20 января.